# Parlatoria phyllanthi
Parlatoria phyllanthi är en insektsart som beskrevs av Green 1905. Parlatoria phyllanthi ingår i släktet Parlatoria och familjen pansarsköldlöss.
Artens utbredningsområde är Sri Lanka. Inga underarter finns listade i Catalogue of Life.